# Eurycanthinae
Az Eurycanthinae a rovarok (Insecta) osztályának a botsáskák (Phasmatodea) rendjébe, ezen belül a valódi botsáskák (Phasmatidae) családjába tartozó alcsalád.

## Rendszerezés
Az alcsaládba az alábbi nemek és fajok tartoznak:
- Asprenas
- Brachyrtacus
- Carlius
- Canachus
- Dryococelus Gurney, 1947
  - Lord Howe-szigeti botsáska (Dryococelus australis)
- Erinaceophasma
- Eupromachus
- Eurycantha
  - kéregutánzó sáska (Eurycantha calcarata)
- Labidiophasma
- Microcanachus
- Neopromachus
- Oreophasma
- Papuacocelus Hennemann & Conle, 2006
  - Papuacocelus papuanus
- Paracanachus
- Symetriophasma
- Thaumatobactron
- Trapezaspis